# Леаль, Педро
Педро Луис Леаль Валенсия (исп. Pedro Luis Leal Valencia; род. 31 января 1989, Пунтаренас, провинция Пунтаренас, Коста-Рика) — коста-риканский футболист, защитник.

## Биография
Начинал свою карьеру в родном клубе «Пунтаренас». В 2011—2012 на правах аренды играл в Европе в словацком клубе «Сеница». После этого защитник вернулся на родину. Сейчас он выступает за клуб «Сан-Карлос». С 2011 года Леаль периодически вызывается в сборную Коста-Рики.

## Достижения
- Финалист Кубка Словакии (1): 2012.